# Acalypha trilaciniata
Acalypha trilaciniata é uma espécie de flor do gênero Acalypha, pertencente à família Euphorbiaceae.